# Reljowo-Halbinsel
Die Reljowo-Halbinsel (bulgarisch полуостров Рельово poluostrow Reljowo) ist eine 4,8 km lange und 5,2 km  breite Halbinsel an der Danco-Küste im Norden des Grahamlands auf der Antarktischen Halbinsel. In der Hughes Bay an der Gerlache-Straße trennt sie die Duarte Cove im Norden von der Brialmont-Bucht im Süden. Der Renzo Point bildet ihren westlichen Ausläufer.
Britische Wissenschaftler kartierten sie 1978. Die bulgarische Kommission für Antarktische Geographische Namen benannte sie 2013 nach der Ortschaft Reljowo im Westen Bulgariens.